# Быт
Быт — повседневный привычный уклад жизни человека, в котором удовлетворяются его физиологические потребности. Состоит из многих предметов быта (вещей) и взаимодействия (поведения) человека с этими вещами, например, жилья и одежды, приготовления пищи и других видов деятельности, направленных на самообеспечение необходимыми для жизни материальными ценностями.
Быт, как основа существования, часто противопоставляется более «высоким» душевным качествам человека и сферам его деятельности, таким как любовь, радость, культура, искусство, наука и другим.
Термин с полным соответствием понятию «быт» отсутствует во многих языках (например, английском).

## Отражение быта в культуре
Быту и его обустройству посвящён и один из памятников русской литературы «Домострой»: держать дом в чистоте, распределять обязанности для каждого члена семьи и жить по средствам.
Бытовые сцены и целые произведения, полностью посвящённые быту, составляют значительную часть произведений культуры.
Часто ироническое отношение к быту становится предметом различных фольклорных произведений:
... И снова быт, снова быт заедает,
и как с ним быть, как с ним быть, прямо и не знаю...Михаил Ножкин
Также объектом изображения становятся и проблемы в отношениях, вызванные бытом:
Как говорят инцидент исперчен
любовная лодка разбилась о быт
С тобой мы в расчёте
И не к чему перечень
взаимных болей, бед и обид.Владимир Маяковский
В рассказе В. Шаламова «Одиночный замер» (1955 год) из цикла «Колымские рассказы» описаны следующие размышления героя:

…Дугаев, несмотря на молодость, понимал всю фальшивость поговорки о дружбе, проверяемой несчастьем и бедою. Для того чтобы дружба была дружбой, нужно, чтобы крепкое основание её было заложено тогда, когда условия, быт ещё не дошли до последней границы, за которой уже ничего человеческого нет в человеке, а есть только недоверие, злоба и ложь. Дугаев хорошо помнил северную поговорку, три арестантские заповеди: не верь, не бойся и не проси…